# Laura Sánchez
Laura Sánchez (ur. 29 maja 1981 we Frankfurcie, Niemcy, ale od 2. roku życia wychowująca się w Huelvie, Hiszpania) – modelka i aktorka hiszpańska.
Laura była w związku z hiszpańskim modelem i Misterem Hiszpanii 1997, Enrique Mirandą przez 5 lat, zakończył się on w 2003 roku. W połowie 2004 roku związała się z piłkarzem Aitorem Ocio, któremu 1 stycznia 2006 roku urodziła córkę o imieniu Naia. 10 marca 2009 roku Laura złożyła oświadczenie do magazynu Lecturas, w którym potwierdziła oficjalnie rozpad trwającego 5 lat związku z Aitorem. Obecnie Sánchez koncentruje się na karierze aktorki i modelki.

## Kariera modelki
Debiutowała w swojej ojczystej Huelvie u projektantów Victorio & Lucchino z Sevilli w 1997 roku, jako modelka testująca ich dzieła. Wkrótce podpisała kontrakt z agencją modelek SS&M Model Management w Barcelonie i zaczęła pracować dla hiszpańskich projektantów mody. W 1998 roku podpisała kontrakty międzynarodowe z agencjami w: Paryżu, Hamburgu, Wiedniu i Mediolanie. Na wybiegu prezentowała kolekcje takich projektantów jak: Giorgio Armani, Javier Larrainsar, John Richmond, Josep Font, Kina Fernandez, Mercedes de Miguel, Miguel Palacio, Elio Berhanyer, Montesinos Alama, Javier Larrainzar, José Miró, Agatha Ruiz de la Prada, Andrés Sardá. Wielokrotnie zdobiła okładki hiszpańskich edycji: Marie Claire, Elle oraz magazynu Telva. Brała udział w kampaniach reklamowych: Emporio Armaniego, Escady, Lexusa, Revlonu oraz Emanuela Ungaro. W 2002 roku miesięcznik GQ ogłosił Laurę kobietą roku.

### Nagrody
- 1998: „The Look of the Year” agencji Elite.
- Najlepszy manekina w XXXIII edycji Pasarela Cibeles (jesień-zima 2001–2002).
- 2002: laureatka nagrody GQ’s „Woman of the Year”.
- 2002: pojawiła się w kalendarzu Greenpeace.
- 2003: laureatka nagrody ‘Modelo del año’ hiszpańskiego magazynu Glamour.
- 2004: laureatka nagrody ‘Modelo del año’ Woman Magazine.
- 2004: pojawiła się w kalendarzu Larios.
- 2008: Najlepsza rola telewizyjna z wątkiem lesbijskim/biseksualnym wraz z aktorką Marian Aguilerą przez (AfterEllen.com)

## Kariera telewizyjna
W latach 2008–2010 Laura odtwarzała rolę Pepy Mirandy, siostry głównego bohatera w hiszpańskim serialu telewizyjnym Los hombres de Paco.

### Rola w serialu
Pojawienie się Pepy w San Antonio spowodowało zamieszanie w życiu Paco. Rodzeństwo przez wiele lat było ze sobą w konflikcie z powodu dawnych problemów rodzinnych. Policjantka pracowała w Sewilli, ale po współpracy z bratem nad sprawą Julio Olmedo zdecydowała się przenieść do San Antonio. Pepa jest lesbijką, zakochaną od lat w swojej przyjaciółce, Silvii Castro, z którą po wielu przejściach pobiera się w finale 8. sezonu. Silvia zmarła kilka godzin po złożeniu przysięgi małżeńskiej z powodu postrzału w brzuch przez Camorrę. Pepa i ojciec Silvii, Don Lorenzo na próżno próbują usunąć kulę z ciała Silvii, ale ta współpraca doprowadza do pojednania bohaterów.